# Károly Kerényi
Károly Kerényi (Temesvár, Imperi Austrohongarès, 19 de gener de 1897 – Kilchberg, 14 d'abril de 1973) fou un erudit hongarès en filologia clàssica, un dels fundadors dels estudis moderns sobre mitologia grega.

## Vida

### Hongria 1897-1943
Károly Kerény va néixer a Temesvár (Imperi Austrohongarès), actualment Timișoara, Romania, de pares hongaresos. La família del seu pare era d'origen pagès de Suàbia. Kerényi va aprendre l'alemany com llengua estrangera a l'escola, i va triar-la com a la seva llengua de treball científic. S'identificà amb la ciutat d'Arad, on assistí a l'escola secundària, a causa del seu esperit liberal com a ciutat dels 13 màrtirs de la revolució hongaresa de 1848. Es traslladà a estudiar filologia clàssica a la Universitat de Budapest, on va apreciar sobretot les ensenyances del llatinista Géza Némethy, així com de l'indogermanista Josef Schmidt. Després de graduar-se, Kerényi viatjà per la regió de la Mediterrània i passà un temps com a estudiant visitant a les universitats de Greifswald, Berlín i Heidelberg, aprenent dels professors d'antiguitat i filologia clàssica, com Eduard Norden, Ulrich von Wilamowitz-Moellendorff i Franz Boll. El 1919 Kerényi obtingué el doctorat a Budapest amb una tesi sobre Plató i Longí, investigacions en història clàssica literària i estètica. Més endavant fou professor d'ensenyament secundari de grec i llatí. Després d'obtenir el seu títol de lectura postdoctoral (habilitació) el 1927, va ser convidat el 1934 a ser professor de filologia clàssica i història antiga a la Universitat de Pécs. A Budapest continuà fent classes com a docent privat sobre història de les religions, literatura clàssica i mitologia, en sessions setmanals a les quals van assistir nombrosos intel·lectuals.
Després que a Hongria tingués lloc el 1940 un fort moviment cap a la dreta política, el sistema universitari es reformà sotmetent-se a la pressió política. Els professors que no s'hi van sotmetre es concentraren a la Universitat de Szeged. En conseqüència, Kerényi fou enviat el 1941 contra la seva voluntat a aquesta universitat per ensenyar-hi antiguitat clàssica. El primer ministre liberal i pro-occidental Miklós Kállay intentà el 1943 revertir la política pro-nazi dels anys anteriors. Començà a enviar a Europa científics liberals que ja s'havien fet un nom, per mostrar que també existia una Hongria liberal i antifeixista. Com a part d'aquest impuls, el ministeri d'afers exteriors oferí a Kerényi passar un any a Suïssa amb estatut diplomàtic. Acceptà amb la condició que es quedés a Ticino, a la vora del llac Maggiore, en lloc de la capital, Berna. Quan els alemanys entraren a Hongria el 1944 i, conseqüentment, s'establí un govern de dretes, Kerényi lliurà el seu passaport. Així com molts hongaresos que vivien a Suïssa aleshores amb estatut diplomàtic, esdevingué així ràpidament un apàtrida, un refugiat polític.

### Suïssa 1943-1973
Des del 1941, Kerényi fou conferenciant en les lectures Eranos a Ascona (Suïssa), a les quals havia estat convidat per Carl Gustav Jung. Aquest contacte regular amb el psicòleg suís va comportar en un primer moment la connexió de Kerényi amb Suïssa, que finalment va fer que s'establís de forma permanent al cantó de Ticino. Durant el 1946 i 1947 Kerényi dissertà sobre llengua i literatura hongaresa a la Universitat de Basilea. El 1947 viatjà a Hongria per fer el seu discurs d'inauguració a l'Acadèmia de Ciències d'Hongria, amb la intenció de contribuir al desenvolupament democràtic del seu país. Tanmateix, a causa de les advertències del derrocament imminent comunista sota Mátyás Rákosi, Kerényi va tornar immediatament i deixà de nou Budapest. Durant la dictadura estalinista següent fou desacreditat i censurat per la propaganda política de Georg Lukács, l'ideòleg comunista dominant. Van retirar-li el seu títol acadèmic, que no fou restaurat fins al 1989, pòstumament.
A Suïssa, Károly Kerényi escrigué i publicà entre el 1945 i 1968 el cos substancial de la seva obra. Malgrat la seva condició d'acadèmic foraster, adquirí aleshores una gran influència com un dels darrers representants de la gran tradició d'erudits humanistes de l'antiguitat. En el transcurs de dues dècades, des del 1934 fins al 1955, Kerényi mantingué una activa correspondència amb l'escriptor alemany Thomas Mann sobre molts temes, àdhuc mitologia, religió, humanisme i psicologia. Des de la seva emigració, Kerényi ocupà també càrrecs com a professor visitant a diverses universitats, com a la Universitat de Bonn del 1955 al 1956, a Oslo i Roma el 1960, a Zuric el 1961, a Gènova el 1964. Entre el 1960 i 1971 impartí conferències anuals a l'Institut de Filosofia de la Universitat de Roma. Des del 1948 fins al 1966, Kerényi fou cofundador i director d'investigació a l'Institut C.G. Jung de Küsnacht, Zuric, on feu conferències sobre mitologia fins al 1962. Durant aquests anys va viure prop del Monte Verità d'Ascona. El 1962 va rebre la ciutadania suïssa.
Károl Kerényi morí el 14 d'abril de 1973 a Kilchberg, Zuric, i està enterrat al cementiri d'Ascona. La seva segona dona, Magda Kerényi, dedicà la seva vida posterior a la conservació i promoció del llegat del seu espòs. Des de la seva mort el 2004, tota la documentació de la vida de Kerényi (fotografies, correspondència, manuscrits, etc.) que no havia estat destruïda a Budapest durant la guerra i la posterior dictadura comunista, està arxivada i accessible a l'Arxiu Alemany de Literatura a Marbach (Stuttgart). La seva gran biblioteca personal i el llegat de Magda Kerényi es troben a la Universitat de Pécs.

## Treballs i publicacions
Primeres edicions:
- Apollon. Studien über antike Religion und Humanität (Apol·lo: el vent, l'esperit i el déu) (1937)
- Das ägäische Fest. Die Meergötterszene in Goethes Faust II (1941)
- Der Mythos der Hellenen in Meisterwerken der Münzkunst (1941)
- Einführung in das Wesen der Mythologie (C. G. Jung/Károly Kerényi) (Introducció a l'essència de la mitologia) (1942)
- Hermes, der Seelenführer (Hermes, el conductor d'ànimes) (1943)
- Mysterien der Kabiren (Misteris dels Cabirs) (1944)
- Töchter der Sonne, Betrachtungen über griechische Gottheiten (Deesses del Sol i de la Lluna) (1944)
- Bachofen und die Zukunft des Humanismus. Mit einem Intermezzo über Nietzsche und Ariadne (1945)
- Die Geburt der Helena samt humanistischen Schriften aus den Jahren 1943-45 (1945)
- Prometheus. Das griechische Mythologem von der menschlichen Existenz (Prometeu: imatge arquetípica de l'existència humana) (1946)
- Der Göttliche Arzt. Studien über Asklepius und seine Kultstätte (El metge diví) (1948)
- Niobe. Neue Studien über Antike Religion und Humanität (1949)
- Mensch und Maske (1949)
- Pythagoras und Orpheus. Präludien zu einer zukünftigen Geschichte der Orphik und des Pythagoreismus (1950)
- Labyrinth-Studien (Al laberint) (1950)
- Die Mythologie der Griechen (La mitologia dels grecs)
  - Vol. 1: Die Götter - und Menschheitsgeschichten (Els déus dels grecs) (1951)
  - Vol. 2: Die Heroen der Griechen (Els herois dels grecs) (1958)
- Die Jungfrau und Mutter der griechischen Religion. Eine Studie über Pallas Athene (Atena: verge i mare a la religió grega) (1952)
- Stunden in Griechenland, Horai Hellenikai (1952)
- Unwillkürliche Kunstreisen. Fahrten im alten Europa 1952 (1954)
- Geistiger Weg Europas: Fünf Vorträge über Freud, Jung, Heidegger, Thomas Mann, Hofmannsthal, Rilke, Homer und Hölderlin, Zürich (1955)
- Umgang mit Göttlichem (1955)
- Griechische Miniaturen (1957)
- Gespräch in Briefen (Mitologia i humanisme: la correspondència de Thomas Mann i Karl Kerényi) (Thomas Mann/Károly Kerényi) (1960)
- Streifzüge eines Hellenisten, Von Homer zu Kazantzakis (1960)
- Prometheus – Die menschliche Existenz in griechischer Deutung (1962)
- Die Mysterien von Eleusis (Eleusis: imatge arquetípica de la mare i filla) (1962)
- Tessiner Schreibtisch (1963)
- Die Religion der Griechen und Römer (La religió dels grecs i dels romans) (1963)
- Die Eröffnung des Zugangs zum Mythos (1967)
- Der antike Roman (1971)
- Briefwechsel aus der Nähe (Hermann Hesse/Károly Kerényi) (1972)
- Zeus und Hera. Urbild des Vaters, des Gatten und der Frau (Zeus i Hera: imatge arquetípica del pare, marit i dona) (1972)
- Oedipus Variations: Studies in Literature and Psychoanalysis (James Hillman/Károly Kerényi) (1991)

Obres completes:
- Obres completes en volums individuals, Magda Kerényi (ed.). Vuit parts en nou volums. Langen-Müller, Múnic 1966–1988
  - Volum 1: Humanistische Seelenforschung (1966)
  - Volum 2: Auf Spuren des Mythos (1967)
  - Volum 3: Tage- und Wanderbücher 1953–1960 (1969)
  - Volum 4: Apollon und Niobe (1980)
  - Volum 5: Wege und Weggenossen (2 volums, 1985 y 1988)
  - Volum 6: (no publicado)
  - Volum 7: Antike Religion (La religió antiga) (1971)
  - Volum 8: Dionysos: Urbild des unzerstörbaren Lebens (1976)

- Obres completes en volums individuals, Magda Kerényi (ed.). Cinc volums. Klett-Cotta, Stuttgart 1994–1998
  - Volum 1: Dionysos: Urbild des unzerstörbaren Lebens (1994)
  - Volum 2: Antike Religion (1995)
  - Volum 3: Humanistische Seelenforschung (1996)
  - Volum 4: Die Mythologie der Griechen (dos volúmenes, 1997)
  - Volum 5: Urbilder der griechischen Religion: Asklepios. Prometheus. Hermes. Und die Mysterien der Kabiren (1998)